# Talp marsupial meridional
El talp marsupial meridional (Notoryctes typhlops) és un marsupial similar a un talp que viu al desert del sud-oest d'Austràlia. Està extremament adaptat a un mode de vida subterrani. Té unes potes davanteres grans similars a pales, manca d'ulls i té un pelatge sedós que l'ajuda a moure's fàcilment. S'alimenta de cucs de terra i larves.